# Talisay (Batangas)
Talisay is een gemeente in de Filipijnse provincie Batangas op het eiland Luzon. Bij de laatste census in 2010 telde de gemeente bijna 40 duizend inwoners.

## Geografie

### Bestuurlijke indeling
Talisay is onderverdeeld in de volgende 21 barangays:
| - Aya - Balas - Banga - Buco - Caloocan - Leynes - Miranda - Poblacion Barangay 1 - Poblacion Barangay 2 - Poblacion Barangay 3 - Poblacion Barangay 4 | - Poblacion Barangay 5 - Poblacion Barangay 6 - Poblacion Barangay 7 - Poblacion Barangay 8 - Quiling - Sampaloc - San Guillermo - Santa Maria - Tranca - Tumaway |

## Demografie
Talisay had bij de census van 2010 een inwoneraantal van 39.600 mensen. Dit waren 480 mensen (1,2%) meer dan bij de vorige census van 2007. Ten opzichte van de census van 2000 was het aantal inwoners gegroeid met 7.135 mensen (22,0%). De gemiddelde jaarlijkse groei in die periode kwam daarmee uit op 2,01%, hetgeen hoger was dan het landelijk jaarlijks gemiddelde over deze periode (1,90%).

De bevolkingsdichtheid van Talisay was ten tijde van de laatste census, met 39.600 inwoners op 28,2 km², 1404,3 mensen per km².
Agoncillo · Alitagtag · Balayan · Balete · Batangas City · Bauan · Calaca · Calatagan · Cuenca · Ibaan · Laurel · Lemery · Lian · Lipa · Lobo · Mabini · Malvar · Mataasnakahoy · Nasugbu · Padre Garcia · Rosario · San Jose · San Juan · San Luis · San Nicolas · San Pascual · Santa Teresita · Santo Tomas · Taal · Talisay · Tanauan · Taysan · Tingloy · Tuy